# Fullers Crossroads
Fullers Crossroads es una comunidad no incorporada en el condado de Crenshaw, Alabama, Estados Unidos.

## Historia
Fullers Crossroads probablemente recibió el nombre de una familia local. Fullers Crossroads fue una de las dos opciones para ser el primer asentamiento de condado del condado de Crenshaw, y Rutledge fue elegido en base al voto popular. La comunidad mantiene un departamento de bomberos voluntarios.